# 遺老説伝
『遺老説伝』（いろうせつでん）は、琉球各地に古くから伝わる民話、自然の異変、百姓の善行など、口碑伝説を集めた書物。4巻（正巻3巻・付巻1巻）からなり、142話を収録する。鄭秉哲ら編。
『球陽』外巻となっているが、1743年から1745年にかけて編纂された『球陽』よりも早く、18世紀初期に編纂されたものとみられる。

## 内容
- 巻之一 - 那覇の名称の由来や、蔡夫人の逸話等が収録されている[2]。
- 巻之二 - 宮古島の与那覇勢頭豊見親の中山入貢や、尚巴志王の北山征討の説話等が収録されている[3]。
- 巻之三 - 与那覇の村人の龍宮譚等が収録されている（浦島太郎#沖縄に伝わる話参照）[4]。
- 附巻 - 聞得大君の薩摩への漂流譚等が収録されている[5]

## 写本
- 伊波普猷文庫 三冊本 -  琉球大学附属図書館蔵。巻之三を欠く。「三司官之印」の朱印が押されており、官本からの写本と考えられる[6][7]。
- 伊波普猷文庫 四冊本 - 琉球大学附属図書館蔵。筆写者や年代等は不明[2][7]。
- 尚家文書 一冊本 - 那覇市歴史博物館蔵[7]。
- 宮良殿内文庫 一冊綴 - 琉球大学附属図書館蔵。1882年に石垣島の名家松茂氏によって書写されたもの[7]。

## 刊本
- 『遺老説傳：球陽外巻』学藝社発行、1935年。全文訳は島袋盛敏、序は伊波普猷。『那覇市史』資料編第1巻2に収録[2]。
- 『球陽外巻 遺老説傳 原文・読み下し』角川書店発行、1978年。沖縄文化史料集成 6。嘉手納宗徳編・訳。